# اتفاق تجاري
الاتفاق تجاري (كذلك يعرف باسم الميثاق التجاري) هو عبارة عن معاهدة تجارية وضريبية وجمركية واسعة النطاق تشمل ضمانات استثمارية في أغلب الأحيان. وتعقد حين يتفق بلدان أو أكثر على شروط تساعدهم على إجراء تعاملات تجارية بين بعضهم البعض. تعد اتفاقات التجارة التفضيلية واتفاقات التجارة الحرة من أكثر أنواع اتفاقات التجارة شيوعًا. وتبرم بهدف تخفيض (أو إقصاء) الرسوم الجمركية والحصص وغيرها من القيود التجارية الأخرى الموضوعة على السلع المتداولة بين الأطراف الموقعة.
يتمحور منطق اتفاقات التجارة الرسمية حول تحديدها للشروط المتفق عليها، وتحديد العقوبات المترتبة على الإخلال بالقواعد المحددة في الاتفاق. وبالتالي، تخفف اتفاقات التجارة من احتمال حصول سوء تفاهم وتبني الثقة بين الطرفين في محاسبة الغش. يزيد هذا من احتمالية استمرار التعاون على المدى البعيد. استطاعت المنظمات الدولية على غرار صندوق النقد الدولي تشجيع التعاون من خلال متابعة الامتثال بالاتفاقات وإطلاع الدول الثالثة على الخروقات الحاصلة. تنبع الحاجة إلى مراقبة الوكالات الدولية لاكتشاف الحواجز غير الجمركية، والتي تمثل محاولات مموهة لخلق حواجز تجارية.
غالبًا ما تعد المواثيق التجارية موضع خلاف سياسي نظرًا لأنها تضع الفائزين والخاسرين في اتفاق ما في مواجهة بعضهم البعض. قد تتمحور المسائل الواقعة محل سجال في اتفاقات التجارة الحرة الحديثة حول الاتساق التنظيمي في مسائل عدة على غرار حقوق الملكية الفكرية وحقوق العمال والتشريعات التنظيمية البيئية والأمنية، وذلك إلى جانب الأحكام المرتبطة بتخفيض الرسوم الجمركية. كذلك يعد زيادة الكفاءة والمكاسب الاقتصادية من خلال التجارة الحرة من الأهداف المشتركة.
تعارض الحركة المناوئة للعولمة الاتفاقات التجارية بالنظر إلى تعريفها التقريبي، وذلك رغم أن بعض المجموعات المحسوبة على تلك الحركة مثل الأحزاب اليسارية قد تؤيد التجارة العادلة أو أحكام التجارة الآمنة التي من شأنها التخفيف من الآثار السلبية الحقيقية والمتصورة للعولمة. بدأت اتفاقات التجارة الحرة بوضع تدابير أوسع مع مرور الوقت بهدف تقليل الآثار السلبية الخارجية الناجمة عن تحرير التجارة ردًا على الانتقادات.

## تصنيف المواثيق التجارية

### حسب عدد ونوع الأطراف الموقعة
ثمة ثلاثة أنواع مختلفة من الاتفاقات التجارية. النوع الأول هو اتفاق التجارة أحادي الجانب الذي يحدث حين يرغب بلد ما في فرض قيود معينة، ولكن دون رغبة الدول الأخرى في تطبيق هذه القيود. كذلك يتيح لها تخفيف مستوى القيود التجارية. وهذا الأمر نادر الحدوث ويمكن أن يؤدي إلى تعطل ذاك البلد.
يندرج النوع الثاني تحت تصنيف الاتفاق ثنائي الجانب الذي يبرم بين طرفين على أن يكون كل طرف بلدًا (أو إقليمًا جمركيًا آخرًا) أو كتلة تجارية أو مجموعة غير رسمية من الدول (أو غيرها من الأقاليم الجمركية الأخرى). يخفف كلا البلدان من قيودهما التجارية لمساعدة الأعمال التجارية حتى تزدهر بصورة أفضل ضمن الدول المختلفة. وبالتأكيد يساعد هذا على خفض الضرائب والتباحث في وضع التجارة في ما بينهم. يتمحور ذلك في العادة حول الصناعات المحلية المدعومة. تشمل الصناعات الرئيسية كلًا من السيارات والنفط والصناعات الغذائية.
يصنف الاتفاق التجاري الموقع بين أكثر من طرفين (واللذين عادةً ما يكونان متجاورين أو في نفس المنطقة) بالاتفاق متعدد الأطراف. تواجه هذه الاتفاقات أكبر عدد من العقبات أثناء التفاوض على المضمون والتنفيذ. تزداد صعوبة تحقيق رضا متبادل بازدياد عدد البلدان الداخلة. يغدو الاتفاق نافذًا بمجرد التوصل إلى هذا النوع من الاتفاقات التجارية. يزداد الأثر الذي يلقيه الاتفاق على العلاقات التجارية العالمية الأخرى كلما زاد الناتج المحلي الإجمالي للأطراف الموقعة. تعد اتفاقية التجارة الحرة لأمريكا الشمالية (نافتا) بين الولايات المتحدة وكندا والمكسيك أكبر اتفاق تجاري متعدد الأطراف.

### حسب المنطقة الجغرافية
تبرم بين البلدان الواقعة في منطقة معينة. تشمل أقوى هذه الاتفاقات عددًا قليلًا من البلدان الواقعة على مقربة من بعضها البعض في منطقة جغرافية ما. يكون لهذه البلدان تاريخ وديموغرافيا وأهداف اقتصادية متشابهة في أغلب الأحيان.
تأسس اتفاق التجارة الحرة لأمريكا الشمالية (نافتا) بتاريخ 1 يناير عام 1989 بين الولايات المتحدة وكندا والمكسيك. رمى هذا الاتفاق إلى تخفيض الحواجز الجمركية في أمريكا الشمالية.
تأسس الاتحاد الاقتصادي الأوروآسيوي في عام 2015، ويتألف حاليًا من خمسة دول أعضاء ألا وهي أرمينيا وبيلاروس وكازاخستان وقيرغيزستان وروسيا. يهدف الاتحاد إلى تعزيز التكامل الاقتصادي بين دوله الأعضاء وتعزيز النمو الاقتصادي في المنطقة.
تأسست رابطة دول جنوب شرق آسيا (آسيان) في عام 1967 بين دول إندونيسيا وماليزيا والفلبين وسنغافورة وتايلاند. كان الهدف من إنشائه تعزيز الشراكة السياسية والحفاظ على الاستقرار الاقتصادي في كافة أنحاء المنطقة.

### الاتفاقات الخاصة
- ميثاق منظمة التجارة العالمية
- اتفاقات مبرمة في إطار منظمة التجارة العالمية (اتفاق النسيج وما إلى ذلك)
- اتفاق الاستثمار متعدد الأطراف المنحل (في إطار منظمة التعاون والتنمية الاقتصادية)

### حسب منظمة التجارة العالمية
عادةً ما تنطبق المزايا والالتزامات المنوطة بالاتفاقات التجارية على الأطراف الموقعة عليها وحسب.
تبرم أنواع مختلفة من الاتفاقات في إطار منظمة التجارة العالمية (يعقد معظمها أثناء التحاق الأعضاء الجدد)، وتنطبق شروطها على جميع أعضاء منظمة التجارة العالمية استنادًا على ما يعرف بالأساس الأكثر تفضيلًا، وهو ما يعني أن الشروط التفضيلية المتفق عليها على الصعيد الثنائي مع أحد الشركاء التجاريين ستنطبق أيضًا على بقية أعضاء منظمة التجارة العالمية.
تطلق منظمة التجارة العالمية صفة الاتفاقات التفضيلية على جميع الاتفاقات المبرمة خارج إطار منظمة التجارة العالمية (والتي تمنح مزايا إضافية تفوق مستوى الأساس الأكثر تفضيلًا في منظمة التجارة العالمية، ولكن ينحصر تطبيقها على الموقعين دون بقية أعضاء منظمة التجارة العالمية). تخضع هذه الاتفاقات لشروط محددة طبقًا لقواعد منظمة التجارة العالمية من قبيل إبلاغ المنظمة ومبدأ المعاملة بالمثل (ينبغي أن تنطبق التفضيلات بالتساوي على كافة الأطراف الموقعة على الاتفاق)، ويسمح بالتفضيلات الأحادية الجانب فقط (تحصل بعض الأطراف الموقعة على إمكانية وصول تفضيلية إلى سوق الموقعين الآخرين، دون خفض رسومهم الجمركية) تحت ظروف استثنائية وكإجراء مؤقت.
كذلك تعرف الاتفاقات التجارية التي تصفها منظمة التجارة العالمية بالتفضيلية بالاتفاقات الإقليمية، وذلك على الرغم من أنها لا تبرم بالضرورة من قبل بلدان تقع ضمن منطقة جغرافية معينة. يوجد حاليًا 205 اتفاقات سارية المفعول حتى شهر يوليو من عام 2007. أبلغت منظمة التجارة العالمية عن أكثر من 300 اتفاق. ازداد عدد اتفاقات التجارة الحرة إلى حد كبير خلال العقد الماضي. تلقت الاتفاقية العامة للتعريفات الجمركية والتجارة (الغات)، وهي السلف الذي سبق منظمة التجارة العالمية، 124 إشعارًا خلال الفترة الممتدة من عام 1948 حتى عام 1994. أقر أكثر من 300 اتفاق تجاري منذ عام 1995.
كذلك تصنف منظمة التجارة العالمية هذه الاتفاقات إلى الأنواع الآتية:
- السلع التي تغطي:
  - اتفاق تجارة تفضيلي أساسي (المعروفة أيضًا بالاتفاق جزئي النطاق)
  - اتفاق تجارة حرة
  - اتحاد جمركي

- الخدمات التي تغطي:
  - اتفاق تكامل اقتصادي -وهو أي اتفاق، بما في ذلك اتفاق تجاري تفضيلي أساسي، يغطي الخدمات